# برايان كونور
برايان كونور (بالإنجليزية: Brian Connor)‏ (23 أبريل 1969 في المملكة المتحدة - ) هو لاعب كرة قدم بريطاني في مركز الدفاع. شارك مع منتخب أنغويلا لكرة القدم. أما مع النوادي، فقد لعب مع ميدنهد يونايتد ‏ ونادي سلاو تاون وهامبتون أند ريتشموند بورو وسانت ألبانز سيتي وMarlow F.C. ‏.

## وصلات خارجية
- برايان كونور على موقع الاتحاد الدولي (مؤرشف)  (الإنجليزية)
- برايان كونور على موقع قاعدة بيانات كرة القدم.إي يو (الإنجليزية)
- برايان كونور على موقع ناشيونال فوتبول تيمز (الإنجليزية)